# Rhionaeschna dugesi
Rhionaeschna dugesi – gatunek ważki z rodziny żagnicowatych (Aeshnidae). Występuje na terenie Ameryki Północnej i Ameryki Środkowej.